# Holoaden luederwaldti
Holoaden luederwaldti es una especie de anfibio anuro de la familia Craugastoridae. Es  endémica de Brasil. Las amenazas a su conservación son el turismo y el fuego.